# Piper oreophilum
Piper oreophilum är en pepparväxtart som beskrevs av Henry Nicholas Ridley. Piper oreophilum ingår i släktet Piper och familjen pepparväxter. Inga underarter finns listade i Catalogue of Life.